# Tochka
Tochka (en ruso:Точка). El séptimo álbum de estudio de la banda de San Petersburgo, Leningrad. El disco fue lanzado sin ningún tipo de anuncio o propaganda previa por la empresa discográfica Gala Records sin permiso de Sergei Shnurov. Es una especie de recopilación de inéditos, con material de Shnur como solista e incluye un remix del grupo Discoteka Avariya de la canción “Shou biznes”.
El manejo de la discográfica sin permiso sobre el material llevó al grupo a cambiar de sello discográfico.

## Listado de temas
| N.º   | Título                                                                                          | Duración |  |
| 1.    | «Money - (Dinero)»                                                                              | 3:13     |  |
| 2.    | «Наркоман - Narkoman - (Drogadicto)»                                                            | 4:51     |  |
| 3.    | «Злая пуля - Zlaya Pulya - (Beware of bullet)»                                                  | 4:33     |  |
| 4.    | «Dance - (Bailar)»                                                                              | 2:35     |  |
| 5.    | «Никто не любит - Nikto Ne Lyubit - (A nadie le gusta)»                                         | 3:20     |  |
| 6.    | «Полёт Шнура - Poliot Shnura»                                                                   | 2:28     |  |
| 7.    | «Нужен гол - Nuzhen Gol - (Necesitas una meta)»                                                 | 4:22     |  |
| 8.    | «Танго (Я так люблю тебя) - Tango (Ya Tak Lyubyu Tebya) - (Tango (Te amo tanto))»               | 4:27     |  |
| 9.    | «Однажды - Odnazhdi - (Una vez)»                                                                | 2:44     |  |
| 10.   | «Где же ваши руки? (Шнур и Дискотека Авария) - Gde zhe vashi ruki? - (¿Dónde están tus manos?)» | 6:20     |  |
| 38:57 |                                                                                                 |          |  |